# Petőmihályfa
Petőmihályfa je vas na Madžarskem, ki upravno spada pod Vasvársko okrožje Železne županije.